# Wilhelm Bentinck

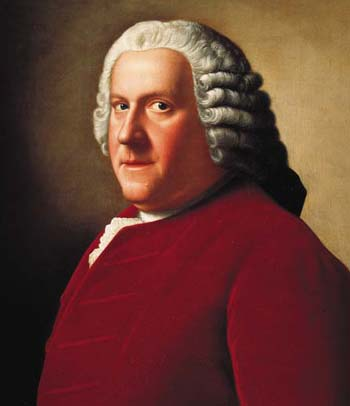
Wilhelm Bentinck – Gemälde von Jean-Étienne Liotard, 1750

Wilhelm (auch William) Graf (von) Bentinck, Herr auf Rhoon und Pendrecht (* 6. November 1704 in Whitehall-London; † 13. Oktober 1774 in Den Haag), war ein Adeliger und Diplomat niederländisch-englischer Herkunft. Für seine Hochzeit mit Charlotte Sophie Reichsgräfin von Aldenburg wurde er zum deutschen Reichsgrafen erhoben und gelangte als Erb- und Landesherr in den Besitz der Herrschaft Kniphausen, wurde Edler Herr zu Varel und Herr zu Doorwerth.

## Leben

### Herkunft
Bentinck entstammte dem niederländischen Adelsgeschlecht Bentinck aus dem Herzogtum Geldern. Das Geschlecht war dort seit 1377 Teil der Ritterschaft. Er wurde 1704 als zweiter Sohn des Johann Wilhelm Bentinck, Herr zu Rhoon und Pendrecht (Niederlande), geboren. Sein Vater wurde am Hofe Wilhelms von Oranien (des künftigen Königs Wilhelm III. von England) erzogen, war mit diesem eng befreundet und bereitete in den Jahren 1687/1688 die Landung Wilhelms in England vor, die dann zur Glorious Revolution führte. Bentincks Vater begleitete Wilhelm schließlich 1688 auch nach England und wurde 1689 Mitglied des Privy Councils und zum Earl of Portland und damit in den englischen Adelsstand erhoben. Durch einen umfangreichen Grundbesitz mit der Republik der Sieben Vereinigten Provinzen blieb die Familie aber auch mit diesen eng verbunden. Daher ging Bentinck, der als zweiter Sohn den englischen Titel nicht erben würde, zunächst zurück in die Niederlande. Dort, wohl aufgrund seiner Herkunft und hohen sozialen Stellung, stieg er schnell zum Präsidenten des Rates der Staaten von Holland und Friesland auf. Seine Hauptresidenz war Schloss Zorgvliet bei Den Haag.

### Verbindung zum Haus Aldenburg
Um 1730 geriet der deutsche Reichsgraf Anton II. von Aldenburg in finanzielle Schwierigkeiten und war gezwungen sich bei verschiedenen Geldgebern zu verschulden. Bentinck übernahm die Bürgschaft für die in Holland geliehene große Geldsumme und war damit der Hauptgläubiger, sodass Anton II. sich ihm gegenüber stark verpflichtet fühlte. Daher stimmte er der anscheinend von Bentinck gewünschten Heirat mit Antons erbberechtigter Tochter, Charlotte Sophie (1715–1800), zu. Um Bentincks niedere Stellung auszugleichen, verlieh ihm Kaiser Karl VI. am 29. Dezember 1732 den Titel eines Reichsgrafen. Damit war Bentinck seiner späteren Frau gleichgestellt und er konnte nach der Eheschließung zusammen mit der Aldenburger Grafentochter im Erbfall in deren Herrschaft über die Aldenburgischen Besitzungen Varel und Kniphausen eintreten. Bentinck begründete damit zum einen das Haus Aldenburg-Bentinck und wurde außerdem Angehöriger des deutschen Hochadels. In der Folge zog er mit seiner Frau zunächst zurück nach Den Haag, wo das Paar ihre zwei Söhne Christian Friedrich (1734–1768) und Johann Albrecht (1737–1775) bekam. Wegen der großen Verschiedenheit beider Charaktere stand die Ehe allerdings von Anbeginn unter einem unglücklichen Stern. Nach dem Tode ihres Vaters (1738) verließ Charlotte Sophie schließlich ihre Familie und ließ sich am 15. April 1740 von ihrem Gatten scheiden. Benticks Ansprüche auf das Herrschaftsgebiet seiner früheren Frau blieben davon allerdings unberührt und er sollte in Form einer Apanage entschädigt werden. Da seine frühere Frau ihm diese, sowie die Zinszahlungen für die geliehenen Gelder ihres Vaters verweigerte, verklagte Bentinck sie vor dem Reichshofrat mit Unterstützung des dänischen Königs Christian V., der seinerzeit den Ehevertrag zwischen den jetzt verfeindeten Gatten garantiert hatte. Mit Zustimmung des Kaisers erreichte er, dass eine Untersuchungskommission unter Christian V. zur Feststellung der Schulden des gräflich Aldenburgischen Hauses eingesetzt wurde. Diese stellte fest, dass Charlotte Sophie über Jahre über ihren Verhältnissen gelebt hatte und stellte, um die Forderungen der Gläubiger wenigstens teilweise befriedigen zu können, die aldenburgischen Güter, soweit sie dem Zugriff der dänischen Regierung offen standen, unter Zwangsverwaltung. Der Streit zwischen den verfeindeten Eheleuten um die Aldenburger deutschen Besitzungen endete 1757 vorläufig mit der Einsetzung der beiden Söhne Christian Friedrich Anton Wilhelm und Johann Albert Bentinck in das Aldenburgische Erbe.

### Weiteres Wirken

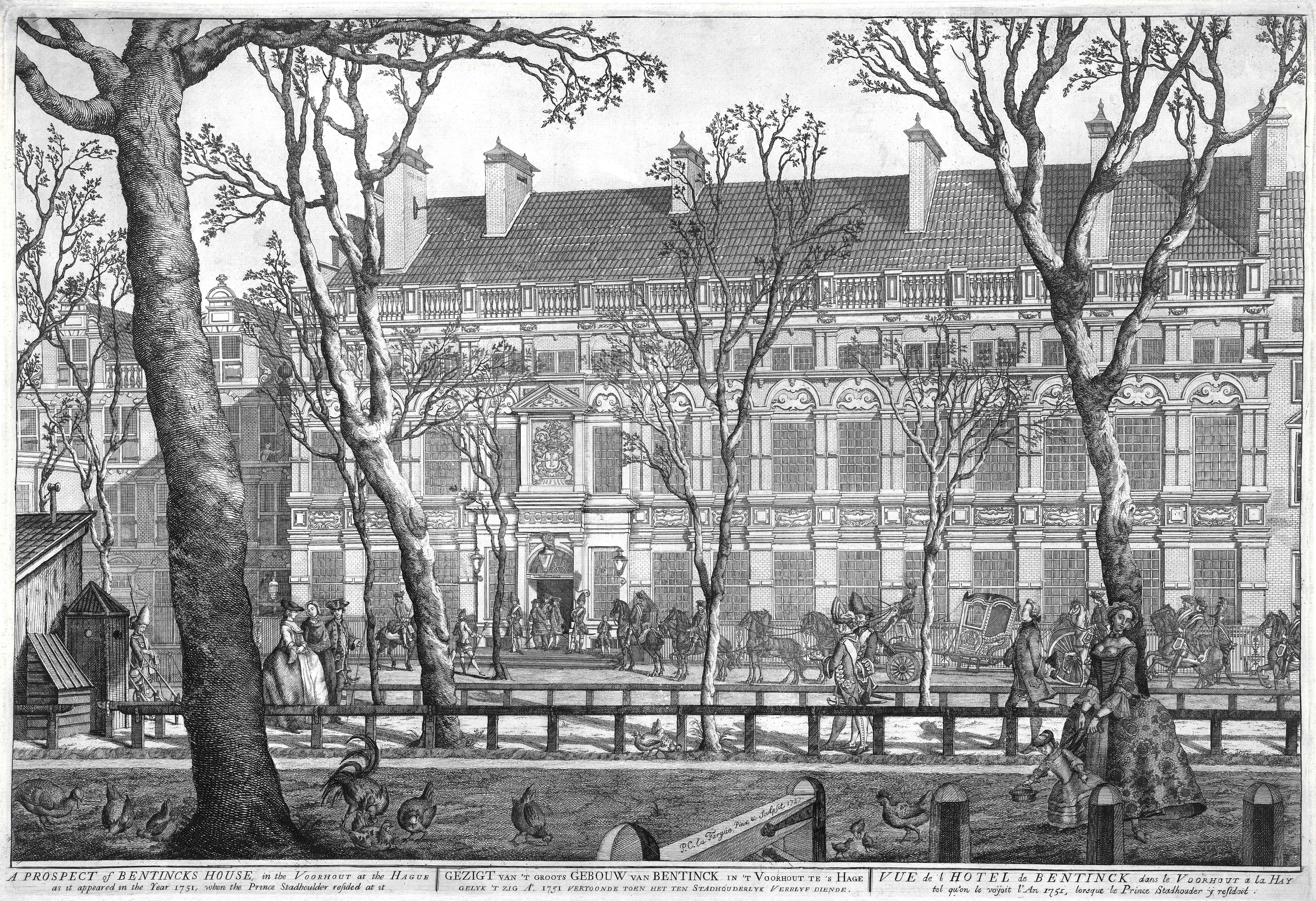
Wohnhaus von Wilhelm Bentinck in der Straße Lange Voorhout Nr. 7 in Den Haag. Druck von Paulus Constantijn la Fargue, 1751.

1747 wurde Wilhelm IV. von Oranien zum Erbstatthalter aller sieben niederländischen Provinzen berufen. Dagegen organisierten sich niederländische Stadtbürger, Demokraten und Republikaner, geführt von den herrschenden Provinzstatthaltern, in der Patriotenpartei, um die Umwandlung der Niederlande in eine absolutistische Erbmonarchie zu verhindern. Bentinck engagierte sich als einer der Anführer der Orangisten auf der Seite Wilhelms IV. Als im Zuge des Österreichischen Erbfolgekriegs französische Truppen in die Niederlande einfielen, nutzte Bentinck geschickt die Stimmung der Bevölkerung, die den Statthaltern Kollaboration mit den französischen Besatzern vorwarf, um diese auf die Seite der Orangisten zu ziehen, sodass Wilhelm IV. sich schließlich durchsetzen konnte. Zur gleichen Zeit führte er 1747 auch im Auftrag Wilhelms IV. diplomatische Missionen gegen die Franzosen in England aus und vertrat als Diplomat die niederländischen Interessen während des Friedensschlusses von Aachen 1748. Seine Bemühungen, den Barrieretraktat mit Österreich zu erneuern, waren allerdings nicht erfolgreich.
1749/50 hielt er sich fast ein Jahr in Wien auf, um dort Unterstützung bei den privaten Prozessen gegen seine ehemalige Frau zu finden, aber auch, um die außenpolitischen Absichten Österreichs gegenüber den Seemächten Frankreich und England sowie Österreichs Haltung gegen Preußen zu erkunden. Seine Aufzeichnungen über diese Sondierungen wurden später veröffentlicht. Außerdem bemühte sich Bentinck wiederum im Auftrag Wilhelms IV., den in österreichischen Diensten stehenden Feldmarschall Ludwig Ernst von Braunschweig-Wolfenbüttel für die Niederländische Armee zu gewinnen, was im November 1750 auch gelang.
1751 starb Wilhelm IV. überraschend und seine Frau Anna von England übernahm die Herrschaft für den noch unmündigen Wilhelm V. Obwohl er die Regierungsübernahme durch die Königin unterstützt hatte, schwand Bentincks Einfluss zusehends. Zusätzlich erlangte der von ihm in die Niederlande geholte Ludwig Ernst von Braunschweig-Wolfenbüttel mehr und mehr Macht, sodass Bentinck sich auf seinen holländischen Besitz zurückzog, wo er schließlich 1774 verstarb.

## Nachkommen
Mit seiner Frau Charlotte Sophie hatte Bentinck zwei Söhne. Der Ältere, Christian Friedrich (1734–1768), war bereits 1757 zur Beendigung der Streitigkeiten seiner Eltern in das Erbe der Besitzungen in den Niederlanden und in Nordwestdeutschland eingesetzt worden und sollte Bentinck als Reichsgraf von Bentinck nachfolgen. Er starb aber noch vor seinem Vater. Die Besitztümer gingen damit an den Sohn Christian Friedrichs Wilhelm Gustav Friedrich Bentinck (1762–1835) über und wurden bis zu dessen Volljährigkeit 1787 vormundschaftlich verwaltet. Der zweite Sohn Johann Albrecht (1737–1775) trat in die Britische Marine ein, wurde Offizier und Parlamentsmitglied und tat sich als Erfinder nautischer Instrumente hervor.

## Schriften
- Aufzeichnungen des Grafen William Bentinck über Maria Theresia. Mit einer Einleitung über die österreichische Politik in den Jahren 1749-1755. Herausgegeben von Adolf Beer. Wien. 1871.